# Nicolás Repetto (político)
Nicolás Repetto (Buenos Aires, 21 de octubre de 1871 - íd., 29 de noviembre de 1965) fue un político y médico argentino, uno de los dirigentes más relevantes del Partido Socialista de ese país.

## Biografía
Nacido en Buenos Aires, hizo sus estudios secundarios en el Colegio Nacional de Buenos Aires, graduándose en medicina en la Universidad de Buenos Aires en 1894 y especializándose en cirugía durante una residencia en Europa que duró hasta 1897. Sería luego profesor de esa Universidad.
Se destacó activamente en política desde muy joven, participando desde 1889 en la Unión Cívica de la Juventud junto con Juan B. Justo. Participó en la Revolución del Parque de 1890. Con Justo fundó el "Diario del Pueblo". Participó en la "Sociedad Luz", en la "Asociación de Socorros Mutuos" y en la "Biblioteca Obrera", embriones del futuro Partido Socialista. En 1900 se afilió a dicho partido, que había sido fundado en 1896 por Juan B. Justo, Jiménez, Kühn y Salomó. Como dirigente de ese partido fue elegido en varias oportunidades diputado por el distrito de la Capital Federal, entre 1913 y 1934. En 1905 fundó con Justo la cooperativa "El Hogar Obrero".
En las Elecciones presidenciales de Argentina de 1916 fue candidato a vicepresidente de Juan B. Justo y en las elecciones de 1922 fue candidato a presidente con Antonio de Tomaso como candidato a vicepresidente.
A la muerte de Juan B. Justo, su amigo de largos años, en 1928, fue elegido para presidir el Partido Socialista y fue candidato a vicepresidente ese año acompañando al senador nacional, Mario Bravo. En las Elecciones presidenciales de Argentina de 1931 fue candidato a vicepresidente de Lisandro de la Torre por la alianza demoprogresista-socialista, que resultara derrotada. Nuevamente fue candidato a presidente en las elecciones de 1937 acompañado por el cordobés, Arturo Orgaz.
En 1945 integra el Partido Socialista a la Unión Democrática para enfrentar a Juan Domingo Perón en las elecciones de 1946. 
En mayo de 1953 fue encarcelado junto con otros dirigentes por el atentado terrorista perpetrado el 15 de abril de 1953, cuando un comando atribuido a Roque Carranza —luego ministro del presidente Alfonsín— y Carlos González Dogliotti, hizo estallar dos bombas en la plaza durante un acto de la Confederación General del Trabajo Argentina (CGT). Murieron 5 personas y hubo 95 heridos. Luego, por orden del mismo Perón, serían liberados. El hecho nunca fue esclarecido.
 En 1955, después del golpe de Estado que derroca a Perón, Repetto forma parte de la "Junta Consultiva" creada por la dictadura militar. En 1957 es elegido convencional constituyente. En 1958 protagoniza la fractura del Partido Socialista, encabezando con Américo Ghioldi el Partido Socialista Democrático, mientras que los restantes sectores socialistas encabezados por Alfredo Palacios, Alicia Moreau de Justo y Ramón Muñiz conforman el Partido Socialista Argentino.
Estuvo casado con Fenia Chertkoff (1869-1927), militante feminista, educadora y escultora.

## Obras

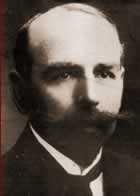
Nicolás Repetto.

Repetto escribió ensayos sobre los temas más diversos. Entre sus obras se destacan:
- Biografía de Juan B. Justo
- Azúcar y carne
- Los socialistas y el ejército
- Mi paso por la medicina (1956)
- Mi paso por la política
- De Uriburu a Perón (1958)
- Mi paso por la agricultura.